# Il giardino delle api
Il giardino delle api è un album del cantautore italiano Marco Masini.
Contiene la canzone presentata al Festival di Sanremo 2005, Nel mondo dei sogni, in doppia versione (originale ed unplugged, in duetto con Jessica Morlacchi), nonché il singolo estivo Il giardino delle api.
È un album che tocca vari temi, dall'amore che può finire per mancanza di desiderio e al quale può seguire un'amicizia (Rimani così); al sapore adolescenziale de La mia preghiera, piena di rabbioso amore… di amorosa rabbia.
"Come si fa a credere che basti spogliarsi un po', sculettare, dire sì, mai dir no, per avere stima di sé?!"... di questo parla Brava.
Una canzone che ricorda l'alluvione di Firenze del 4 novembre 1966, e nella quale l'autore coglie l'occasione per ricordare la madre è Gli occhi dell'Arno.
Può considerarsi dedicato a tutte le "api" e ai "fiori" persi in questo giardino del mondo.

## Tracce
1. Tutto quello che ho di te (3.28)
2. Libera (4.47)
3. Rimani così (3.53)
4. Nel mondo dei sogni (3.42) (con Jessica Morlacchi)
5. La mia preghiera (3.50)
6. Briciole (3.59)
7. Il nostro ritorno (3.35)
8. Gli occhi dell'Arno (3.30)
9. Brava (4.10)
10. Maledetta amica mia (3.36)
11. Nel mondo dei sogni (3.42)
12. Il giardino delle api (6.52)

## Formazione
- Marco Masini – voce, tastiera, organo Hammond
- Goffredo Orlandi – tastiera, programmazione
- Roberto Gallinelli – basso
- Riccardo Galardini – chitarra acustica
- Eric Buffat – programmazione
- Massimo Varini – chitarra acustica, chitarra a 12 corde, chitarra elettrica
- Cesare Chiodo – basso
- Massimiliano Agati – batteria, chitarra acustica, percussioni, basso, cajón
- Mario Manzani – chitarra elettrica
- Laura Landi, Leonardo Abbate, Roberto Magnanensi, Francesca Balestracci, Claudio Matteini, Beatrice Magnanensi, Serena Balestracci, Massimo Rastrelli – cori

## Classifiche
| Classifica (2005) | Posizione massima |
| ----------------- | ----------------- |
| Italia            | 8                 |